# Кам'яномостівська селищна рада
Ка́м'яномо́стівська се́лищна ра́да — орган місцевого самоврядування в Первомайському районі Миколаївської області. Адміністративний центр — селище Кам'яний Міст.

## Загальні відомості
- Населення ради: 2 553 особи (станом на 2001 рік)

## Населені пункти
Сільській раді підпорядковані населені пункти:
- с-ще Кам'яний Міст
- с. Петрівка
- с. Катеринка

## Склад ради
Рада складається з 16 депутатів та голови.
- Голова ради: Ляхов Олександр Тимофійович
- Секретар ради: Дворнік Віра Георгіївна

### Керівний склад попередніх скликань
| Прізвище, ім'я, по батькові | Основні відомості                                                                                 | Дата обрання | Дата звільнення |
| --------------------------- | ------------------------------------------------------------------------------------------------- | ------------ | --------------- |
| Ляхов Олександр Тимофійович | Селищний голова, 1962 року народження, освіта вища, член Всеукраїнського об'єднання «Батьківщина» | 26.03.2006   | 31.10.2010      |
| Ляхов Олександр Тимофійович | Селищний голова, 1962 року народження, освіта вища, безпартійний                                  | 31.10.2010   |                 |

Примітка: таблиця складена за даними сайту Верховної Ради України

### Депутати
За результатами місцевих виборів 2010 року депутатами ради стали:

#### За суб'єктами висування
| Суб'єкт висування                                       | Кількість обраних депутатів | %    |
| ------------------------------------------------------- | --------------------------- | ---- |
| Партія регіонів                                         | 9                           | 56,3 |
| Самовисування                                           | 6                           | 37,5 |
| Політична партія Всеукраїнське об'єднання «Батьківщина» | 1                           | 6,3  |

#### За округами
| № округу                                                | Прізвище, ім'я, по батькові       | Дата визнання обраним | Освіта  | Партійна приналежність                        | Відомості про обраного депутата                                       |
| ------------------------------------------------------- | --------------------------------- | --------------------- | ------- | --------------------------------------------- | --------------------------------------------------------------------- |
| Партія регіонів                                         |                                   |                       |         |                                               |                                                                       |
| 3                                                       | Фігурняк Олена Олександрівна      | 03.11.2010            | середня | член Партії регіонів                          | Ощад банк, оператор                                                   |
| 4                                                       | Осадча Надія Валентинівна         | 03.11.2010            | середня | член Партії регіонів                          | Районне відділення цілодобового перебування ОНГ                       |
| 7                                                       | Левицькі Юлія Василівна           | 03.11.2010            | вища    | член Партії регіонів                          | Кам'яномостівська ХПП, бухгалтер                                      |
| 8                                                       | Король Олександр Миколайович      | 03.11.2010            | вища    | член Партії регіонів                          | ФГ «Король», заст..голови                                             |
| 9                                                       | Слюсаренко Олена Миколаївна       | 03.11.2010            | вища    | член Партії регіонів                          | ДНЗ «Калинка», виховетель                                             |
| 10                                                      | Зацепа Валентина Миколаївна       | 03.11.2010            | вища    | член Партії регіонів                          | пенсіонер                                                             |
| 11                                                      | Похильченко Валентина Анатоліївна | 03.11.2010            | середня | член Партії регіонів                          | Сільська Кам'яномостівська Рада, начальник військово-облікового стану |
| 12                                                      | Ратковська Тетяна Сергіївна       | 03.11.2010            | вища    | член Партії регіонів                          | Кам'яномостівська сільська Рада, соц.працівник                        |
| 15                                                      | Козицька Людмила Миколаївна       | 03.11.2010            | вища    | член Партії регіонів                          | Кам'яномостівська сільська Рада, бухгалтер                            |
| Політична партія Всеукраїнське об'єднання «Батьківщина» |                                   |                       |         |                                               |                                                                       |
| 1                                                       | Розумник Ірина Сергіївна          | 03.11.2010            | вища    | член Всеукраїнського об'єднання «Батьківщина» | Катерининська НВК, вчитель                                            |
| Самовисування                                           |                                   |                       |         |                                               |                                                                       |
| 2                                                       | Бондаренко Любов Григорівна       | 03.11.2010            | середня | позапартійна                                  | підприємець                                                           |
| 5                                                       | Павленко Олександр Миколайович    | 03.11.2010            | середня | позапартійний                                 | тимчасово не працює                                                   |
| 6                                                       | Дворник Віра Георгіївна           | 03.11.2010            | вища    | позапартійна                                  | Кам'яномостівська сільська Рада, секретар                             |
| 13                                                      | Болеско Василь Миколайович        | 03.11.2010            | вища    | член Політичної партії «Фронт Змін»           | підприємець                                                           |
| 14                                                      | Гавришко Олександр Миколайович    | 03.11.2010            | середня | позапартійний                                 | пенсіонер                                                             |
| 16                                                      | Серебреннікова Тетяна Леонідівна  | 03.11.2010            | середня | позапартійна                                  | тимчасово не працює                                                   |